# Вилијам Хогенсон
Вилијам Бил Хогенсон (енгл. William Hogenson; Чикаго 26. октобар 1884. — Чикаго 14. октобар 1965. је бивши амерички атлетичар — спринтер који се такмичио почетком 20. века., троструки освајач олимпијских медаља.
На Олимпијским играма 1904., учествовао је као представник Атлетског клуба из Чикага. У финалима трка на 100 м и 200 м Хогенсен је завршио на трећем месту, иза својих земљака Арчија Хана и Нејта Картмела. У трци на 60 м осваја друго место и сребрну медаљу, иза победника Арчија Хана.
Лични рекорди Вилијам Хогенсона:
- 100 м — 11,00 (1904)
- 220 јарди — 22,00 (1905)